# Demokratische Bewegung (Schweiz)
Als Demokratische Bewegungen im engeren Sinn werden in der Schweizer Geschichte die sich ab 1860 bildenden reformorientierten Volksbewegungen bezeichnet, die direktdemokratische, sozialistische und staatsinterventionistische Veränderungen anstrebten. Das Ende der Demokratischen Bewegung wird mit der Revision der Bundesverfassung 1874 datiert.
Die Demokratische Bewegung kann als Epoche, Zeitalter oder Ära verstanden werden. Sie wurde in der Romandie als École de Winterthour bezeichnet, da die Demokratische Bewegung in Winterthur beim Kampf um die Revision der Zürcher Kantonsverfassung ihren Anfang nahm.

## Vorgeschichte

Landsturm bei Solothurn, 1798

Die Vorherrschaft der Stadtstaaten gegenüber der Landschaft führte in der Alten Eidgenossenschaft zwischen der städtischen Herrschaft und Teilen der Landschaft periodisch zu Aufständen (Schweizer Bauernkrieg), die sich dabei auf alte Rechte und die Landsgemeinden in den Urkantonen beriefen. Der konfliktreiche, kontinuierliche Prozess hatte seit dem späten Mittelalter autonome Kleinräume in Form von genossenschaftlich verfassten Gemeinden (Einwohner-, Ortsbürger- oder Korporationsgemeinden) geschaffen. Auf dieser politischen Ebene erhielt der Bürger eine verstärkte politische Basisschulung, die mit dem Ausbau der Volksschule einherging und sich auf die Versammlungstradition seit der Helvetischen Republik stützte.
Die politischen Mitwirkungsmöglichkeiten des Volkes (Politische Rechte) und moderne demokratische Elemente wie das Veto, das Referendum und die Volksinitiative wurden an «Volkstagen» und Volksversammlungen («Landsgemeinden») gefordert und waren in den neuen Verfassungen einzelner Kantone (Appenzell Innerrhoden 1829: Einzelinitiative, St. Gallen 1831: Volksveto, Basel-Landschaft 1832: Volksveto, Luzern 1841: Vetodebatte und Vetoeinführung) bereits während der Regeneration verankert worden.
Bei der Gründung des modernen Bundesstaates 1848 waren der Bund und die Kantone mehrheitlich repräsentative Demokratien mit direktdemokratischen Elementen.
Von 1845 bis 1854 verlangten oppositionelle Gruppen im Kanton Zürich vergeblich die Erweiterung der Volksrechte sowie staatliche Interventionsmöglichkeiten in wirtschaftlichen und sozialen Belangen. Diese Oppositionellen wurden von ihren Gegnern 1854 erstmals mit dem Begriff «Demokratische Bewegung» bezeichnet.

## Anfänge in den Kantonen
Die Demokratische Bewegung war in den industrialisierten Kantonen der Nordwest- und der Ostschweiz aktiv. Sie war eine Reaktion der betroffenen Schichten auf die Auswirkungen fortschreitender Industrialisierung in der zweiten Hälfte des 19. Jahrhunderts sowie auf die Machtkonzentration bei den erfolgreichen Industriellen («System Escher») und dem dominierenden rechtsliberalen Freisinn. Die Demokraten forderten im Gegensatz zu den liberalen Radikalen eine verstärkte direktdemokratische Kontrolle.
In der Westschweiz und im Agrarkanton Bern fand die Auseinandersetzungen zwischen den konservativen Liberalen und den «Radikalen» (Frühsozialisten) statt. Demokratische Bewegungen in den Kantonen entstanden 1867 in Zürich, 1881 bzw. 1888 in St. Gallen, 1891 im Thurgau, 1902 in Glarus und 1906 in Appenzell Ausserrhoden.
Die Demokratische Bewegung wurde überwiegend vom ländlichen und kleinstädtischen Bürgertum getragen. Sie waren Handwerker, kleine Industrielle, Bauern, aber auch Arbeiter. Ihre programmatischen und organisatorischen Führer stammten aus der ländlichen Intelligenz (Lehrer, Pfarrer, Redaktoren, Beamte, Ärzte, Juristen, Fabrikanten), die ihre Ideen in der eigenen, auch in der Landschaft verbreiteten Presse (Winterthurer Landboten, Bülacher Volksfreund) propagierte.
Die Kontrolle des Staatswesens lag bei dem im Freisinn repräsentierten, etablierten Bürgertum. Die Demokratische Bewegung wollte das von diesem vertretene Repräsentativsystem durch direktdemokratische und staatsinterventionistische Einrichtungen ersetzen.
Die ersten Verfassungsänderungen wurden in den Kantonen durchgesetzt. Es wurden Volksversammlungen organisiert, Unterschriften gesammelt und Initiativen für eine Verfassungsänderung eingereicht. Sobald das Volk die Verfassungsänderungsinitiative gutgeheissen hatte, wurde ein Verfassungsrat für den Entwurf einer neuen Verfassung gewählt.
Der Forderungskatalog enthielt unter anderem das obligatorische und das fakultative Referendum, Direktwahl der Exekutive und Judikative, das Initiativrecht sowie sozialpolitische Postulate wie kostenloser Schulbesuch, Steuerprogression und die Errichtung von Kantonalbanken, die günstige Kredite gewähren sollten, die Abschaffung der Todesstrafe. Auch die Fabrikgesetzgebung und die Schaffung von Sozialversicherungen durften nicht fehlen.
Erfolgreich waren die Bemühungen zuerst in den Kantonen Basel-Landschaft, Zürich und Thurgau; teilweise erfolgreich in Luzern, Bern und Aargau. Diese Errungenschaften wirkten sich auf Kantone ohne Volksbewegungen wie Solothurn, Schaffhausen oder St. Gallen aus, wo ebenfalls direktdemokratische Verfassungsrevisionen erfolgten.

## Folgen für die Bundesverfassung

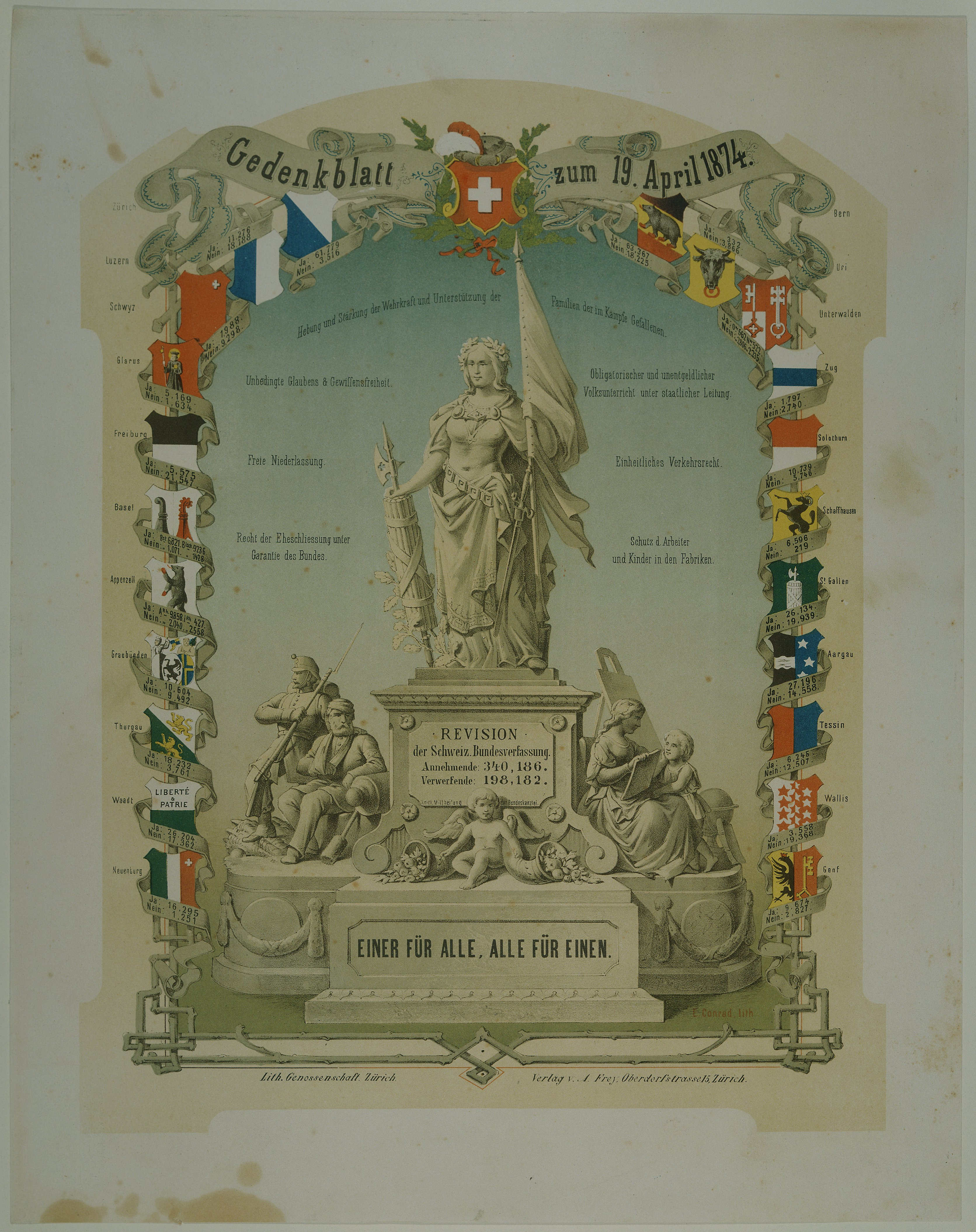
Gedenkblatt zur Annahme der revidierten BV 1874. U. a. sind Datum, kurze Revisionstexte und Abstimmungsresultate der Kantone erkennbar.

Der Erfolg der demokratischen Bewegung in vielen Kantonen wirkte sich auch auf die Bundesebene aus. Änderungen waren nur über eine Totalrevision möglich. Diese wurde durch die Diskussion über das Jesuitenverbot (Ausbau) und den Wunsch, die Armee dem Bund zu unterstellen, befördert. Die Totalrevision der Bundesverfassung scheiterte 1872 an einigen als zu zentralistisch empfundenen Bestimmungen. Die überarbeitete Version (man ging auf die föderalistisch gesinnte Gegnerschaft zu und beschränkte sich auf den Kampf gegen die Katholisch-Konservativen) von 1874 fand eine grosse Mehrheit und wurde umgesetzt.
- Durch die neue Bundesverfassung erhielt der Bund die Kompetenzen zur Verwaltung der Armee
- Das Bundesgericht, mit Sitz in Lausanne, wurde beständig
- Die Rechtsvereinheitlichung wurde gesichert
- Der Bund erhielt das Recht zur Arbeiterschutzgesetzgebung (erstes gesamtschweizerisches Fabrikgesetz 1877)
- Neben dem Jesuitenverbot kam das Verbot, neue Klöster zu errichten, und neue Bistümer und Orden durften nur mit Zustimmung des Bundes gegründet werden
- Zivilstandsangelegenheiten wurden zur reinen Staatssache erklärt
- Übergang von der repräsentativen zur direkten Demokratie
- Das fakultative Referendum wurde eingeführt
- Die Gewerbe-, Glaubens- und Gewissensfreiheit wurde garantiert
- Jeder Kantonsbürger darf als Schweizerbürger an seinem Wohnort an Wahlen teilnehmen; die Niederlassungsfreiheit wurde erweitert

Die direktdemokratische Bundesverfassung von 1874 stärkte den Bund insgesamt, in dem ihm mehr Aufgaben übertragen wurden, obwohl das fakultative Referendum als politische Bremse wirken konnte.
Da ein grosser Teil ihrer Forderungen erfüllt waren, löste sich die Demokratische Bewegung auf. Interessengruppen und sozial-politische Bedürfnisse bestanden jedoch weiter, was zur Gründung demokratischer Parteien führte. Nachfolger der Demokratischen Bewegung wurde die Demokratische Partei.